# Lucifer (jornal)
Lúcifer: O Portador da Luz (no inglês Lucifer: The Lightbearer) foi um periódico anarquista estadunidense publicado por Kate Austin cuja temática principal era o amor-livre.